# Campeonato Paranaense de Futsal de 2019
O Campeonato Paranaense de Futsal de 2019, é a 25ª edição da principal competição da modalidade no estado, sua organização é de competência da 
Federação Paranaense de Futsal.

## Fórmula de Disputa[1]
O Campeonato Paranaense de Futsal da Divisão Especial Série Ouro 2019, será disputado em quatro fases com o início previsto para o dia 23 de março.
Primeira Fase Classificatória
Será disputada pelas 14 (quatorze) equipes em Turno e Returno por pontos corridos, sendo que, ao final desta fase se classificarão as 08 (oito) equipes
melhores colocadas para a 2ª Fase - Quartas de Final;
Segunda Fase - Quartas de finais
Será disputada pelas 08 (oito) equipes classificadas da Fase anterior em sistema de play off em 02 (duas) partidas da seguinte forma: Não será considerado saldo de gols, sendo que ao final da segunda partida caso as equipes terminem empatadas em pontos, haverá disputa de, inicialmente, 05 (cinco) penalidades máximas. Em caso de permanecer empatado,se prorrogam as cobranças, de forma alternada, até que seja declarado o vencedor. O 2º jogo será realizado no ginásio da equipe que tiver a melhor classificação na somatória de pontos na 1ª Fase da competição
Terceira fase(Semi-Final)
Será disputada pelas 04 (quatro) equipes classificadas da Fase anterior em sistema de play off em duas partidas,não será considerado saldo de gols, sendo que ao final da segunda partida caso as equipes terminem empatadas em pontos, haverá disputa de, inicialmente, 05 (cinco) penalidades máximas. Em caso de permanecer empatado se prorrogam as cobranças, de forma alternada, até que seja declarado o vencedor. O 2º jogo será realizado no ginásio da equipe que tiver a melhor classificação na somatória de pontos na competição;    
Quarta Fase (Final)
As equipes vencedoras da fase anterior decidirão o título em melhor de duas partidas. Não será considerado saldo de gols, sendo que ao final da segunda partida caso as equipes terminarem empatadas em pontos, haverá disputa de, inicialmente, 05 (cinco) penalidades máximas. Em caso de permanecer empatado se prorroga as cobranças, de forma alternada, ate que seja declarado o campeão. O 2º jogo será realizado no ginásio da equipe que tiver a melhor classificação na somatória de pontos na competição;  
Rebaixamento
Haverá rebaixamento de duas equipes para a Série Prata de 2020;
Critérios de Desempate
1. Equipe que obtiver o maior número de pontos;
2. Confronto direto;
3. Gol average (maior quociente da divisão do número de gols marcados pelo número de gols sofridos);
4. Menor média de gols sofridos na Fase (número de gols sofridos divididos pelo número de jogos);
5. Maior média de gols marcados na Fase (número de gols feitos dividido pelo número de jogos);
6. Maior saldo;
7. Sorteio.

## Participantes em 2019
| Clube               | Cidade                  | Em 2018          | Ginásio                 | Títulos                           |
| ------------------- | ----------------------- | ---------------- | ----------------------- | --------------------------------- |
| Ampére              | Ampére                  | 1º (Série Prata) | Ginásio Rondinha        | 0 (não possui)                    |
| Aymoré Futsal       | Matelândia              | 4º               | Municipal de Matelândia | 0 (não possui)                    |
| Campo Mourão        | Campo Mourão            | 6º               | Valternei de Oliveira   | 0 (não possui)                    |
| Cascavel            | Cascavel                | 7º               | Neva                    | 5 (2003, 2004, 2005, 2011 e 2012) |
| Copagril            | Marechal Cândido Rondon | 5º               | Ney Braga               | 3 (2009, 2013 e 2016)             |
| Foz Cataratas       | Foz do Iguaçu           | 1º               | Costa Cavalcanti        | 1 (2018)                          |
| Dois Vizinhos       | Dois Vizinhos           | 2º (Série Prata) | Teodorico Guimarães     | 0 (não possui)                    |
| Marreco             | Francisco Beltrão       | 2º               | Arrudão                 | 0 (não possui)                    |
| Palmas              | Palmas                  | 9º               | Monsenhor Engelberto    | 0 (não possui)                    |
| Pato Futsal         | Pato Branco             | 3º               | Dolivar Lavarda         | 2 (2006 e 2017)                   |
| São José dos Pinhas | São José dos Pinhais    | 10º              | Ney Braga               | 0 (não possui)                    |
| São Lucas           | Paranavaí               | 12º              | Lacerdinha              | 0 (não possui)                    |
| Toledo              | Toledo                  | 11º              | Alcides Pan             | 0 (não possui)                    |
| Umuarama            | Umuarama                | 8º               | Amário Vieira da Costa  | 2 (2007 e 2008)                   |

## Primeira Fase
| Pos | Times                      | Pts | J  | V  | E  | D  | GP  | GC  | SG  | GA   | M       | Classificação                             |
| --- | -------------------------- | --- | -- | -- | -- | -- | --- | --- | --- | ---- | ------- | ----------------------------------------- |
| 1   | Pato Futsal                | 60  | 26 | 19 | 3  | 4  | 101 | 47  | +54 | 2,15 | Estável | Zona de Classificação para a Segunda Fase |
| 2   | Copagril                   | 55  | 26 | 16 | 7  | 3  | 90  | 39  | +51 | 2,31 | Estável | Zona de Classificação para a Segunda Fase |
| 3   | Campo Mourão               | 54  | 26 | 17 | 3  | 6  | 89  | 44  | +45 | 2,02 | Estável | Zona de Classificação para a Segunda Fase |
| 4   | Cascavel                   | 51  | 26 | 15 | 6  | 5  | 77  | 47  | +30 | 1,64 | Aumento | Zona de Classificação para a Segunda Fase |
| 5   | Marreco                    | 49  | 26 | 15 | 4  | 7  | 75  | 66  | +9  | 1,14 | Aumento | Zona de Classificação para a Segunda Fase |
| 6   | Foz Cataratas              | 46  | 26 | 12 | 10 | 4  | 74  | 44  | +30 | 1,68 | Baixa   | Zona de Classificação para a Segunda Fase |
| 7   | Umuarama                   | 40  | 26 | 12 | 4  | 10 | 75  | 62  | +13 | 1,21 | Estável | Zona de Classificação para a Segunda Fase |
| 8   | Dois Vizinhos              | 36  | 26 | 11 | 3  | 12 | 62  | 65  | -3  | 0,95 | Estável | Zona de Classificação para a Segunda Fase |
| 9   | Ampére                     | 28  | 26 | 8  | 4  | 14 | 60  | 78  | -18 | 0,77 | Aumento |                                           |
| 10  | Toledo                     | 26  | 26 | 7  | 5  | 14 | 53  | 65  | -12 | 0,82 | Baixa   |                                           |
| 11  | Palmas                     | 21  | 26 | 5  | 6  | 15 | 64  | 93  | -29 | 0,69 | Aumento |                                           |
| 12  | São José dos Pinhas Futsal | 21  | 26 | 5  | 6  | 15 | 70  | 113 | -43 | 0,62 | Baixa   |                                           |
| 13  | Aymoré Matelândia          | 17  | 26 | 4  | 5  | 17 | 56  | 103 | -47 | 0,54 | Estável | Rebaixados a Série Prata de 2020          |
| 14  | São Lucas                  | 7   | 26 | 1  | 4  | 21 | 42  | 122 | -80 | 0,34 | Estável | Rebaixados a Série Prata de 2020          |

### Rodadas na liderança
Em negrito, os clubes que mais permaneceram na liderança.
| 1   | 2   | 3   | 4   | 5   | 6   | 7   | 8   | 9   | 10  | 11  | 12  | 13  | 14  | 15  | 16  | 17  | 18  | 19  | 20  | 21  | 22  | 23  | 24  | 25  | 26  |     |     |     |     |     |     |     |     |     |     |
| PAT | MOU | PAT | PAT | CAS | CAS | CAS | CAS | CAS | CAS | PAT | PAT | CAS | COP | PAT | COP | PAT | PAT | PAT | PAT | PAT | PAT | PAT | PAT | PAT | PAT | PAT | PAT | PAT | PAT | PAT | PAT | PAT | PAT | PAT | PAT |

### Rodadas na lanterna
Em negrito, os clubes que mais permaneceram na lanterna.
| Rodadas | Rodadas | Rodadas | Rodadas | Rodadas | Rodadas | Rodadas | Rodadas | Rodadas | Rodadas | Rodadas | Rodadas | Rodadas | Rodadas | Rodadas | Rodadas | Rodadas | Rodadas | Rodadas | Rodadas | Rodadas | Rodadas | Rodadas | Rodadas | Rodadas | Rodadas |
| ------- | ------- | ------- | ------- | ------- | ------- | ------- | ------- | ------- | ------- | ------- | ------- | ------- | ------- | ------- | ------- | ------- | ------- | ------- | ------- | ------- | ------- | ------- | ------- | ------- | ------- |
| 1       | 2       | 3       | 4       | 5       | 6       | 7       | 8       | 9       | 10      | 11      | 12      | 13      | 14      | 15      | 16      | 17      | 18      | 19      | 20      | 21      | 22      | 23      | 24      | 25      | 26      |
| AMP     | PAL     | SLC     | SLC     | AYM     | TOL     | TOL     | TOL     | SLC     | SLC     | SLC     | SLC     | SLC     | SLC     | SLC     | SLC     | SLC     | SLC     | SLC     | SLC     | SLC     | SLC     | SLC     | SLC     | SLC     | SLC     |

## Play-Offs
Em itálico, os times que possuem o mando de campo no primeiro jogo do confronto e em negrito os times classificados.
|  | Quartas de final    | Quartas de final    | Quartas de final | Quartas de final   |          |   | Semifinais         | Semifinais | Semifinais | Semifinais |  |  | Final | Final | Final | Final |
|  |                     |                     |                  |                    |          |   |                    |            |            |            |  |  |       |       |       |       |
|  | 12 e 26 de outubro  |                     |                  |                    |          |   |                    |            |            |            |  |  |       |       |       |       |
|  |                     |                     |                  |                    |          |   |                    |            |            |            |  |  |       |       |       |       |
|  | Pato Futsal         | 4                   | 3                |                    |          |   |                    |            |            |            |  |  |       |       |       |       |
|  | Pato Futsal         | 4                   | 3                | 9 e 22 de novembro |          |   |                    |            |            |            |  |  |       |       |       |       |
|  | Dois Vizinhos       | 4                   | 4                |                    |          |   |                    |            |            |            |  |  |       |       |       |       |
|  | Dois Vizinhos       | 4                   | 4                | Dois Vizinhos      | 2        | 4 |                    |            |            |            |  |  |       |       |       |       |
|  | 12 e 19 de outubro  |                     |                  | Dois Vizinhos      | 2        | 4 |                    |            |            |            |  |  |       |       |       |       |
|  |                     | Marreco             | 0                | 4                  |          |   |                    |            |            |            |  |  |       |       |       |       |
|  | Cascavel            | Marreco             | 0                | 4                  | 0        | 1 |                    |            |            |            |  |  |       |       |       |       |
|  | Cascavel            |                     |                  |                    | 0        | 1 | 7 e 14 de dezembro |            |            |            |  |  |       |       |       |       |
|  | Marreco             | 2                   | 4                |                    |          |   |                    |            |            |            |  |  |       |       |       |       |
|  | Marreco             | 2                   | 4                | Dois Vizinhos      | 2        | 0 |                    |            |            |            |  |  |       |       |       |       |
|  | 10 e 25 de outubro  |                     |                  | Dois Vizinhos      | 2        | 0 |                    |            |            |            |  |  |       |       |       |       |
|  |                     | Foz Cataratas       | 4                | 1                  |          |   |                    |            |            |            |  |  |       |       |       |       |
|  | Copagril            | Foz Cataratas       | 4                | 1                  | 1        | 3 | (1)                |            |            |            |  |  |       |       |       |       |
|  | Copagril            | 11 e 22 de novembro |                  |                    | 1        | 3 | (1)                |            |            |            |  |  |       |       |       |       |
|  | Umuarama (pen)      | 3                   | 1                | (4)                |          |   |                    |            |            |            |  |  |       |       |       |       |
|  | Umuarama (pen)      | 3                   | 1                | (4)                | Umuarama | 4 | 0                  | (3)        |            |            |  |  |       |       |       |       |
|  | 12 e 27 de outubro  |                     |                  |                    | Umuarama | 4 | 0                  | (3)        |            |            |  |  |       |       |       |       |
|  |                     | Foz Cataratas (pen) | 3                | 1                  | (4)      |   |                    |            |            |            |  |  |       |       |       |       |
|  | Campo Mourão        | Foz Cataratas (pen) | 3                | 1                  | (4)      | 1 | 2                  | (5)        |            |            |  |  |       |       |       |       |
|  | Campo Mourão        |                     |                  |                    |          | 1 | 2                  | (5)        |            |            |  |  |       |       |       |       |
|  | Foz Cataratas (pen) | 5                   | 1                | (6)                |          |   |                    |            |            |            |  |  |       |       |       |       |
|  | Foz Cataratas (pen) | 5                   | 1                | (6)                |          |   |                    |            |            |            |  |  |       |       |       |       |

## Final

### Primeiro jogo
| Sábado, 7 de dezembro | Dois Vizinhos                          | 2 – 4  | Foz Cataratas                                          | Teodorico Guimarães, Dois Vizinhos |
| 20:30                 | Lukinhas 30:13' · Matheus Sacon 38:59' | Súmula | 07:16', 36:22', 39:56' William Mineiro · 10:56' Jaison |                                    |

### Segundo jogo
| Sábado, 14 de dezembro | Foz Cataratas          | 1 - 0  | Dois Vizinhos | Costa Cavalcanti, Foz do Iguaçu |
| 20:00                  | Léo Evangelista 17:48' | Súmula |               |                                 |

## Classificação Final
| Pos | Times                      | Pts | J  | V  | E  | D  | GP  | GC  | SG  | GA   | Classificação                    |
| --- | -------------------------- | --- | -- | -- | -- | -- | --- | --- | --- | ---- | -------------------------------- |
| 1   | Foz Cataratas              | 58  | 32 | 16 | 10 | 6  | 89  | 51  | +38 | 1,74 | Campeão                          |
| 2   | Dois Vizinhos              | 44  | 32 | 13 | 5  | 14 | 78  | 81  | -3  | 0,96 | Vice-campeão                     |
| 3   | Marreco                    | 56  | 30 | 17 | 5  | 8  | 85  | 73  | +12 | 1,16 | Eliminados nas semifinais        |
| 4   | Umuarama                   | 46  | 30 | 14 | 4  | 12 | 83  | 70  | +13 | 1,18 | Eliminados nas semifinais        |
| 5   | Pato Futsal                | 61  | 28 | 19 | 4  | 5  | 108 | 55  | +53 | 1,96 | Eliminados nas quartas de final  |
| 6   | Copagril                   | 58  | 28 | 17 | 7  | 4  | 94  | 43  | +51 | 2,18 | Eliminados nas quartas de final  |
| 7   | Campo Mourão               | 57  | 28 | 18 | 3  | 7  | 92  | 50  | +42 | 1,84 | Eliminados nas quartas de final  |
| 8   | Cascavel                   | 51  | 28 | 15 | 6  | 7  | 78  | 53  | +25 | 1,47 | Eliminados nas quartas de final  |
| 9   | Ampére                     | 28  | 26 | 8  | 4  | 14 | 60  | 78  | -18 | 0,77 | Eliminados na primeira fase      |
| 10  | Toledo                     | 26  | 26 | 7  | 5  | 14 | 53  | 65  | -12 | 0,82 | Eliminados na primeira fase      |
| 11  | Palmas                     | 21  | 26 | 5  | 6  | 15 | 64  | 93  | -29 | 0,69 | Eliminados na primeira fase      |
| 12  | São José dos Pinhas Futsal | 21  | 26 | 5  | 6  | 15 | 70  | 113 | -43 | 0,62 | Eliminados na primeira fase      |
| 13  | Aymoré Matelândia          | 17  | 26 | 4  | 5  | 17 | 56  | 103 | -47 | 0,54 | Rebaixados a Série Prata de 2020 |
| 14  | São Lucas                  | 7   | 26 | 1  | 4  | 21 | 42  | 122 | -80 | 0,34 | Rebaixados a Série Prata de 2020 |

## Premiação
| Chave Ouro 2019                   |
| Foz do Iguaçu                     |
| --------------------------------- |
| Foz Cataratas Campeão (2º título) |